# Yvonne Saunders
Yvonne Saunders, po mężu Mondesire (ur. 9 października 1951 na Jamajce) – jamajska, a następnie kanadyjska lekkoatletka, sprinterka i biegaczka średniodystansowa, mistrzyni igrzysk Brytyjskiej Wspólnoty Narodów, dwukrotna olimpijka.

## Kariera sportowa
Urodziła się na Jamajce, lecz wychowała w Wielkiej Brytanii. Od 1970 mieszkała w Kanadzie. Początkowo reprezentowała kraj swego urodzenia, a od 1973 Kanadę.
Jako reprezentantka Jamajki wzięła udział w igrzyskach Brytyjskiej Wspólnoty Narodów w 1970 w Edynburgu, gdzie zajęła 5. miejsce w sztafecie 4 × 100 metrów i 8. miejsce w pięcioboju. Zdobyła trzy medale na mistrzostwach Ameryki Środkowej i Karaibów w 1971 w Kingston: srebrny w sztafecie 4 × 400 metrów oraz brązowe w biegu na 400 metrów i w skoku w dal.
Wywalczyła dwa brązowe medale na igrzyskach panamerykańskich w 1971 w Cali w biegu na 400 metrów (za swą koleżanką z reprezentacji Jamajki Marilyn Neufville i Carmen Trustée z Kuby) oraz w sztafecie 4 × 400 metrów (w składzie: Beverley Franklin, Ruth Williams, Saunders i Neufville). Zajęła również 5. miejsce w skoku w dal, a sztafeta 4 × 100 metrów została zdyskwalifikowana. Na igrzyskach olimpijskich w 1972 w Monachium odpadła w półfinale biegu na 400 metrów i eliminacjach sztafety 4 × 400 metrów.
Już jako reprezentantka Kanady zwyciężyła w biegu na 400 metrów (przed Veroną Bernard z Anglii i Charlane Rendiną z Australii) oraz zdobyła brązowy medal w sztafecie 4 × 400 metrów (w składzie: Brenda Walsh, Margaret MacGowan, Maureen Crowley i Saunders) na igrzyskach Brytyjskiej Wspólnoty Narodów w 1974 w Christchurch. Zajęła 8. w sztafecie 4 × 400 metrów oraz odpadła w eliminacjach biegu na 800 metrów na igrzyskach olimpijskich w 1976 w Montrealu. Zwyciężyła w biegu na 800 metrów na zawodach Liberty Bell Classic w 1980 w Filadelfii, zorganizowanych dla lekkoatletów z państw bojkotujących igrzyska olimpijskie w 1980 w Moskwie.
Saunders była mistrzynią Kanady w biegu na 400 metrów w 1970 i 1973 oraz w skoku w dal w 1970, a także wicemistrzynią w pięcioboju w 1969 oraz w biegu na 800 metrów w 1973 i 1980. Trzykrotnie poprawiała rekord Kanady w biegu na 400 metrów do czasu 51,67 s, uzyskanego 26 stycznia 1974 w Christchurch, raz była rekordzistką w biegu na 800 metrów (czas 2:00,1 uzyskany 3 lipca 1975 w Oslo) i trzy razy w sztafecie 4 × 400 metrów (do wyniku 3:28,81 osiągniętego 30 lipca 1976 w Montrealu.